# Fern Sutherland
Fern Sutherland é uma atriz neozelandesa de cinema, teatro e televisão, mais conhecida pelo papel de Dawn, em The Almighty Johnsons.

## Ligações Externas
- Fern Sutherland. no IMDb.
- Fern Sutherland no X
- Fern Sutherland no Instagram